# Gianbernardino Scotti
Gianbernardino Scotti (Magliano di Sabina, 1493 - Roma, 11 de dezembro de 1568) foi um cardeal do século XVI

## Biografia
Nasceu em Magliano di Sabina em 1493. De uma antiga família nobre que estava em Sabina há mais de 400 anos. Seu primeiro nome também está listado como Giovanni Bernardino; e apenas como Bernardino.
Ele era um homem de erminente dottrina, e di profondo erudizione. Especialista em grego, hebraico, caldeu e direito canônico. Ingressou na Congregação dos Clérigos Regulares Teatinos, 1525..
Advogado Consistorial. Para seguir a vida religiosa e completar seus estudos eclesiásticos, decidiu ingressar nos Teatinos, fundados pelo arcebispo Gianpietro Carafa de Chieti, futuro Papa Paulo IV, e acredita-se ter sido o primeiro a receber seu hábito..
Clérigo de Sabina..
Ordenado (nenhuma informação encontrada). Acompanhou Luigi Lippomano, bispo de Verona, em sua nunciatura na Alemanha em 1548. Retornou da Alemanha e foi para Veneza onde foi agravado pela idade e se dedicou aos estudos quando o papa o chamou para Roma e o promoveu ao episcopado e ao cardinalato. no mesmo consistório..
Eleito arcebispo de Trani em 20 de dezembro de 1555. Consagrado (sem informações encontradas)..
Criado cardeal sacerdote no consistório de 20 de dezembro de 1555; recebeu o gorro vermelho e o título de S. Matteo em Merulana, em 13 de janeiro de 1556. Participou do conclave de 1559, que elegeu o Papa Pio IV. Transferido para a sede de Piacenza, em 9 de agosto de 1559. Chamado a Roma e nomeado membro da comissão de cardeais encarregado da reforma do Missal Romano e do Breviário Romano, 1561. Não participou do conclave de 1565-1566, que eleito Papa Pio V. Membro do Supremo Conselho da Inquisição Romana e Universal e encarregado dos assuntos dos gregos e da Igreja Oriental no pontificado do Papa Pio V. Renunciou ao governo da diocese de Piancez antes de 23 de julho de 1568..
Morreu em Roma em 11 de dezembro de 1568. Sepultado na basílica de S. Paolo nella Via Ostiense (1) , Roma..